# Lenny Laroux
Lenny Laroux, echte naam Ben van der Tier (overleden op 16 mei 2022), was een Nederlandse muzikant uit Utrecht. Laroux was multi-instrumentalist en speelde onder andere accordeon, trekzak, drums, percussie, draailier en verschillende exotische blaasinstrumenten waaronder de Slowaakse fujara. Hij schreef zijn eigen songteksten (en gedichten) uitsluitend in het Nederlands.
Op achtjarige leeftijd is hij begonnen met muziek maken als drummer bij The Street Boys, samen met zijn broer. Na zijn ontwikkeling achter het drumstel speelde hij in diverse pop-, rock- en bluesgroepen in Utrecht en Den Haag (onder andere SWAN, Trader en Fifty Fifty). Met de groep Trader maakte hij zijn eerste single We Gotta Get Out op Rosegarden, het platenlabel van Paul Post. De band verwierf hiermee hun eerste radio-optreden bij Popkrant van de VARA.
In 1983 gooide hij het roer om door te gaan zingen in Nederpopgroep De Neus, een afsplitsing van de groep Fifty-Fifty. Voor De Neus schreef hij de eerste Nederlandstalige rap Tien Tegen Een Dat Hij Jansen Heet en de hitsingle Strand. Na drie jaar en een aantal televisieoptredens (onder andere Snuiters van de IKON en Nederland Muziekland van Veronica) hield de band het voor gezien. Doe Maar was al twee jaar gestopt met spelen en de Nederlandstalige hype kwam langzaam tot stilstand. Daarom besloot de band dat het tijd was om een nieuwe weg in te slaan.
In de jaren 90 heeft Laroux het roer qua muziekstijl opnieuw omgegooid. Na een tijd van bezinning ontdekte hij de accordeon en de trekzak in 1993 en stortte hij zich op het spelen van de uit Louisiana afkomstige Cajun & Zydeco. Om deze stijl tot expressie te brengen richtte hij samen met vrienden uit het Utrechtse Oude Pothuys de band Allez Mama op. Hun stijl kristalliseerde rond de Louisiana blues, zoals het ook wel genoemd wordt, een overlevering van Franse folkmuziek uit het zuiden van de Verenigde Staten. Allez Mama had in 1994 een kleine hit met het nummer Je Liegt Dat Je Barst. Met Allez Mama toerde hij van 1994 tot 2007 en bracht hij een vijftal cd's uit. Later speelde de band alleen nog op speciale gelegenheden.
Solo bracht Lenny onder de naam Laroux in 2004, ondersteund door meer dan 25 bevriende muzikanten, de cd Liever Een Pallieter uit en veel later in 2016 het Album Gekanteld Gras. Op deze cd's verkent Laroux een breed spectrum aan folk-stijlen. Met de groep Laroux speelde Lenny een beperkt aantal keren per jaar. Liefst in het theater.
Hij overleed op 16 mei 2022.